# Maniobra d'Epley
La maniobra d'Epley s'utilitza per al reposicionament canalicular de les otocònies en el tractament del vertigen posicional paroxístic benigne (VPPB). Consisteix en:
1. Amb el pacient assegut a la taula d'exploració (o en un llit) i amb les cames estirades:
2. Girar el cap cap al costat afectat en un angle de 45 graus, i estirar-se ràpidament a la taula, a poder ser amb el cap en extensió de 30º (posició de Dix-Hallpike).
3. Restar en aquesta posició uns 30 segons.
4. Girar el cap 90 graus cap a l'altre costat, tot mantenint l'extensió del coll.
5. Restar en aquesta posició uns 30 segons.
6. Girar tot el cos en la direcció en què està girat ara el cap, i sense moure el coll de la rotació en la que estava, fins a quedar el tronc recolzat amb l'espatlla i el costat.
7. Restar en aquesta posició uns 30 segons.
8. Tornar a la posició asseguda (ara amb les cames penjant i deixant el cap en una posició normal) i romandre uns trenta segons en aquesta posició.

El procediment complet s'ha de repetir dues vegades o més, per un total de tres vegades.
Durant cada pas d'aquest procediment el pacient sol experimentar marejos.